# Muniakowice
Muniakowice – wieś w Polsce położona w województwie małopolskim, w powiecie krakowskim, w gminie Słomniki.

## Części wsi
| SIMC    | Nazwa      | Rodzaj     |
| ------- | ---------- | ---------- |
| 0336102 | Pod Górami | część wsi  |
| 0336119 | Sosnówka   | przysiółek |

## Historia
Miejscowość ma metrykę średniowieczną i istnieje co najmniej od XIII wieku. Wymieniona w 1222 w dokumencie zapisanym w języku łacińskim jako  Monacouici, 1356 Moniacowicz, Moniacouicz, 1360 Moniakovice, 1361 Monyacovicz, Moniacowicze, 1375 Moniacouicze, 1376 Moniakouicz, Moniacovicze, 1377 Monacouicz, 1388 Monakouicz, 1389 Monacovicze, Monacowicze, 1418 Monacouicze, 1440 Monyakouicze, 1456 Monyakovice, 1466 Monakovicze, 1475 Moniakowicze, 1470–1480 Monyaczkowicze, Monyakowicze, 1470–1480, 1530 Monyaczcowice, 1598 Moniakowice  .
Początkowo miejscowość była wsią rycerską, a później stała się wsią duchowną Moniaczkowice należącą do Opactwa Cystersów w Mogile. W drugiej połowie XVI wieku położona była w powiecie proszowskim województwa krakowskiego .
W latach 1975–1998 miejscowość administracyjnie należała do województwa krakowskiego.

## Osoby związane z Muniakowicami
- Tomasz Karkowski